# Computer Entertainment Rating Organization
A Computer Entertainment Rating Organization (特定非営利活動法人コンピュータエンターテインメントレーティング機構; Hepburn: Tokutei Hieiri Katsudō Hōjin Konpyūta Entāteinmento Rētingu Kikō) (CERO) egy nonprofit vállalat, amely a szórakoztató-ipari termékek korhatár-besorolását határozza meg Japán területén, székhelye Tokióban található. A cég a videójáték-konzolos szoftvereket látja el korhatárral, hogy ezzel tájékoztassák a vásárlókat, hogy az adott termék, mely korcsoport tagjainak felel meg. 2002 júliusában alapították a Computer Entertainment Supplier’s Association leányvállalataként, 2003-ban vált hivatalosan elismert nonprofit szervezetté. A személyi számítógépes játékokat (köztük a randiszimulátorokat, a dódzsin softokat, az erogéket és a visual novelleket) egy másik szervezet, az Ethics Organization of Computer Software (EOCS) sorol be.

## Korhatár-besorolási rendszer
2006. március 1-jén vezette be a CERO a jelenleg is használatban lévő korhatár-besorolási rendszerét. A CERO szimbólumai stilizált betűket mintáznak, hogy így ezzel egy pillantás alatt meg lehessen állapítani, hogy az adott játék alkalmas e kiskorúak számára:
- A (minden korosztály).
- B (12 vagy annál idősebb).
- C (15 vagy annál idősebb).
- D (17 vagy annál idősebb).
- Z (kizárólag 18 vagy annál idősebb). Szélsőséges tartalmakat jelenít meg a CERO besorolási-skáláján és ezért az ezzel a szimbólummal ellátott termékeket nem vásárolhatják meg 18 életévüknél fiatalabb személyek.

A kulturális különbségek igen gyakran mutatkoznak meg a korhatár-besorolásokban, a játékok gyakran kapnak teljesen eltérő besorolást a különböző régiókban. Példának okáért a God Hand, a Metal Gear Solid: Digital Graphic Novel, a Shin Megami Tensei: Persona 3, a Shin Megami Tensei: Persona 4 és a Samurai Shodown: Sen játékok mind B besorolást kaptak a CERO-tól, ami technikailag T (13+) besorolásnak felel meg Észak-Amerikában. Ennek ellenére mind két szinttel szigorúbb, azaz M (17+ – CERO D besorolása) besorolást kaptak az ESRB-től. Egy még inkább kirívó példának tekinthető a Shin Megami Tensei: Nocturne, ami CERO-tól A (minden korosztály), míg az ESRB-től M (17+) besorolást kapott, ami három fokkal szigorúbb.
Néhány játék besorolása azonban következetes, mint például a No More Heroes esetében is, ami M korhatár-sablont kapott az ESRB-től, D-t a CERO-tól és 16+-t a PEGI-től. Emellett néhány játékot részlegesen cenzúráznak, hogy kiszűrjék a játék érettebb tartalmait, mint ahogy az az imént említett No More Heroes esetében is történt.
A korhatár besorolást jelző címkék gyakran jelennek meg a videójátékok csomagolásán, viszont csak a Z besorolás feltüntetését foglalja magában a japán törvénykönyv.

### Tartalomleíró ikonok
2004 áprilisában a CERO a következő „tartalomleíró ikon”-okat határozta meg. Ezen ikonok az A besorolású játékok kivételével az összes videójáték csomagolásának hátulján fel vannak tüntetve.
| Tartalomleíró ikon                | Példák | Megfelelő besorolás |
| --------------------------------- | --- | ------------------- |
| Szerelem                          | Tokimeki Memorial sorozat, Memories Off sorozat, Angelique sorozat, Starry Sky sorozat, Uta no Prince-szama sorozat, LovePlus, Tomoyo After: It’s a Wonderful Life - CS Edition, Little Busters!: Converted Edition, Amagami, Tears to Tiara: Kakan no Daicsi, Shining Hearts, Final Fantasy XIII, Mass Effect 2, The Sims 3                                                                        | B, C, D             |
| Szexuális tartalom                | The Idolmaster sorozat, Arcana Heart sorozat, Dead or Alive sorozat, Dream Club, Gal*Gun, Air, Otome va Boku ni Koisiteru, To Heart 2, Doki Doki Madzso Sinpan!, Duel Love, Soulcalibur IV, Record of Agarest War, Dance Evolution, BlazBlue: Continuum Shift, Dissidia 012 Final Fantasy, Ar tonelico Qoga: Knell of Ar Ciel                                                                       | B, C, D             |
| Erőszak                           | The King of Fighters sorozat, Metal Slug sorozat, Dynasty Warriors sorozat, Metal Gear sorozat, Castlevania sorozat, Resident Evil sorozat, Monster Hunter sorozat, Gears of War sorozat, Halo sorozat, Call of Duty sorozat, God of War sorozat, WWE SmackDown vs. Raw sorozat, Fate/unlimited codes, Steins;Gate, Umineko no Naku Koro ni: Madzso to Szuiri no Rondo, Bayonetta, The 3rd Birthday | B, C, D, Z          |
| Horror                            | LifeSigns: Surgical Unit, Fatal Frame, xxxHolic, Theresia, Ju-on: The Grudge, Calling, Alan Wake | B, C                |
| Szerencsejáték                    | Yakuza sorozat, Jake Hunter sorozat, 81diver, Midnight Club: Los Angeles, Bully, Way of the Samurai 4 | C, D                |
| Bűncselekmény                     | Grand Theft Auto sorozat, Assassin’s Creed sorozat, Burnout sorozat, Cross Channel, Chaos;Head Noah, The Legend of Zelda: Twilight Princess, Radiant Historia, No More Heroes, Test Drive Unlimited, Batman: Arkham Asylum, Call of Duty: Modern Warfare 2, Need for Speed: Hot Pursuit, Red Dead Redemption, L.A. Noire, Alice: Madness Returns                                                    | B, C, D, Z          |
| Alkohol vagy cigaretta használata | Macsi: Unmei no Kouszaten, Happiness! De:Luxe, Nanacuiro Drops Pure!!, Days of Memories 2, Taisó Jakjú Muszume: Otome Tacsi no Szeisun Nikki, Metal Gear Solid: Peace Walker | C, D                |
| Drogok használata                 | Beat Down: Fists of Vengeance, Imabikiszó, 428: Fúsza Szareta Sibuja de, Clannad, Togainu no Csi: True Blood, Trauma Team, Tactics Ogre: Let Us Cling Together (PSP verzió), Persona 2: Innocent Sin (PSP verzió) | B, C                |
| Káromkodás és egyebek             | Kanon, School Days L×H, Ókami Kakusi, Baroque, Valkyria Chronicles, Tales of Vesperia, Star Ocean: The Last Hope, Resonance of Fate, Siren: Blood Curse, Heavy Rain, Kane & Lynch 2: Dog Days | B, C, D             |

### Korábbi besorolások
2006 márciusa előtt Japánban a következő besorolások voltak érvényben a videójátékokra tekintve:
- Minden korosztály (全年齢対象?) az A váltotta
- 12 és idősebb (12才以上対象?) a B váltotta
- 15 és idősebb (15才以上対象?) a C váltotta
- 18 és idősebb (18才以上対象?) a D és a Z váltotta

Az elsődleges különbség a két korhatár-besorolási rendszer között a „17 és idősebb” besorolás felvétele a „15 és idősebb” és a „18 és idősebb” közötti rést betöltendő.

### Egyéb besorolások
- Oktatás és adatbázis (教育・データベース?) az ESRB eC besorolásnak felel meg.
- Besorolás folyamatban (審査予定?) az ESRB RP besorolásnak felel meg.
- A CERO előírásának megfelel (CERO規定適合?) a játékok demó verzión tüntetik fel.

## A korhatár-besorolás folyamata
Vatanabe Kazuja, a CERO igazgatója szerint a szervezet bírói csoportjai három „átlagos [japán] személyből állnak, akik nem állnak kapcsolatban a videójáték-iparral.” Korábban besorolt játékok újra besorolásával képzik ki őket. A besorolás folyamatát harminc különböző típusú tartalom határozza meg, amelyek a szexuális tartalomtól az erőszakig terjednek. Ezeken felül hat bizonyos típusú tartalom egyáltalán nem megengedett. Minden egyes tartalmat az A-tól Z-ig terjedő skálán – amely a játékok csomagolásán is megjelenik – osztályoznak. Miután a csapat értékelte a játékot az eredményeket beküldik CERO székhelyére, ahol a három bíra szavazatai alapján legtöbbet kapott korhatár-besorolás fog megjelenni a játék csomagolásán.

## Botrányok és viták
Egy hónappal az Atelier Meruru: The Alchemist of Arland 3 című játék megjelenése után a szállítmányokat leállították, mivel rossz korhatár-kategóriába lett besorolva. Néhány nappal később ismét megjelent, immár B korhatár-címkével. Az A (minden korosztály) értékelését visszavonták, majd B (12 és idősebb) besorolást kapott a játékban megjelenő szexuális jelenetek miatt. Az egyik ilyenben a szereplők termálvizes fürdőt vesznek, miközben a nemi szerveik éppen csak ki vannak takarva (törölközővel vagy sűrű gőzzel). Több mély dekoltázs és áttetsző ruhadarab is megjelenik a játék során. A játék kamerájának irányításával a női szereplők alsóneműit is meg lehet tekinteni. A játék eredetileg minden korosztálynak megfelelő besorolást kapott, mivel annak fejlesztője, a Gust Corporation nem biztosította a CERO számára a játék teljes tartalmát.